# Paliseul
Paliseul ist eine belgische Gemeinde im Bezirk Neufchâteau der Provinz Luxemburg.
Die Gemeinde besteht aus den Ortschaften Paliseul, Carlsbourg, Fays-les-Veneurs, Framont, Maissin, Nollevaux, Offagne und Opont.

## Arrondissement Neufchâteau

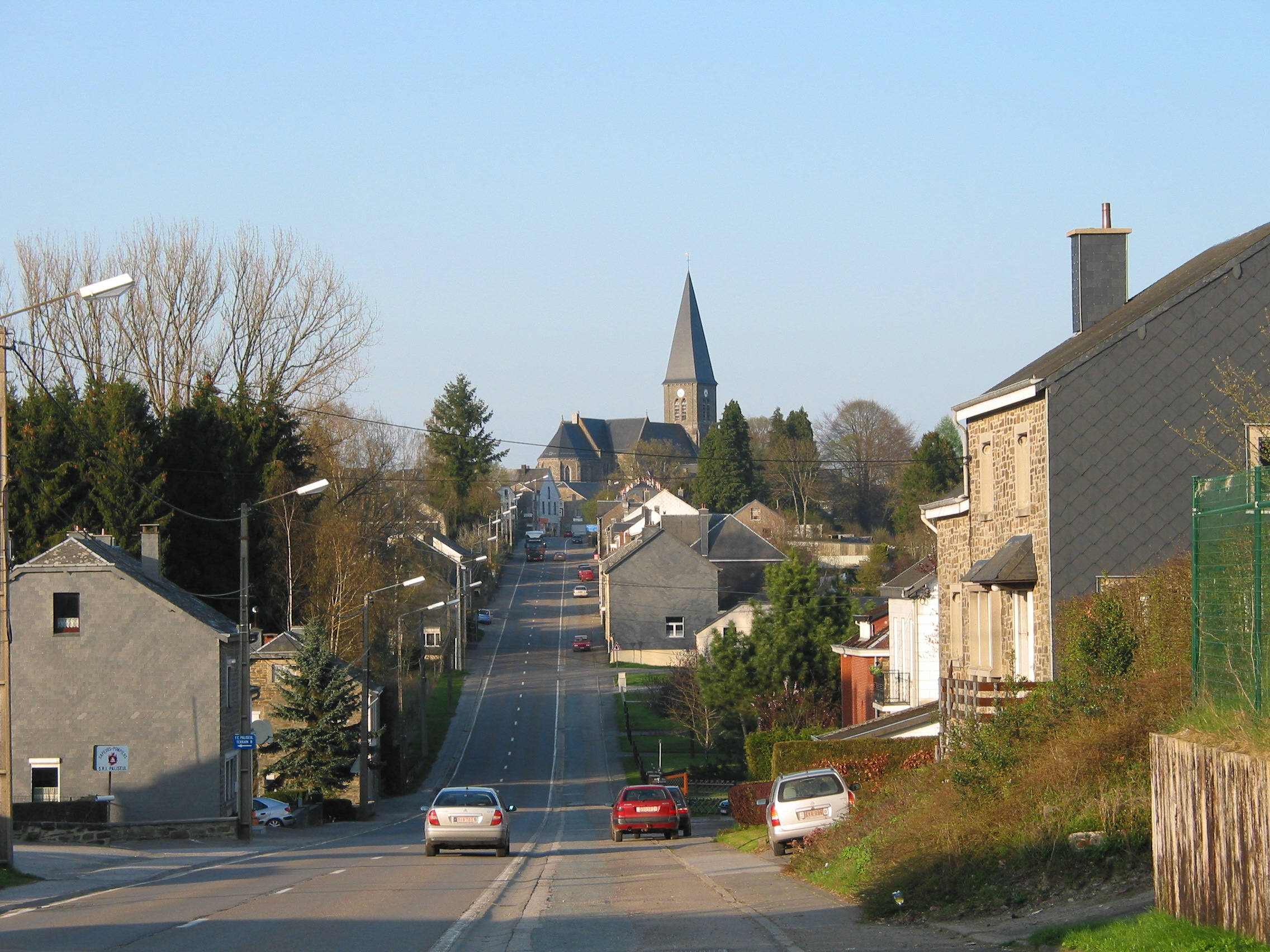
Paliseul, Rue de Bouillon
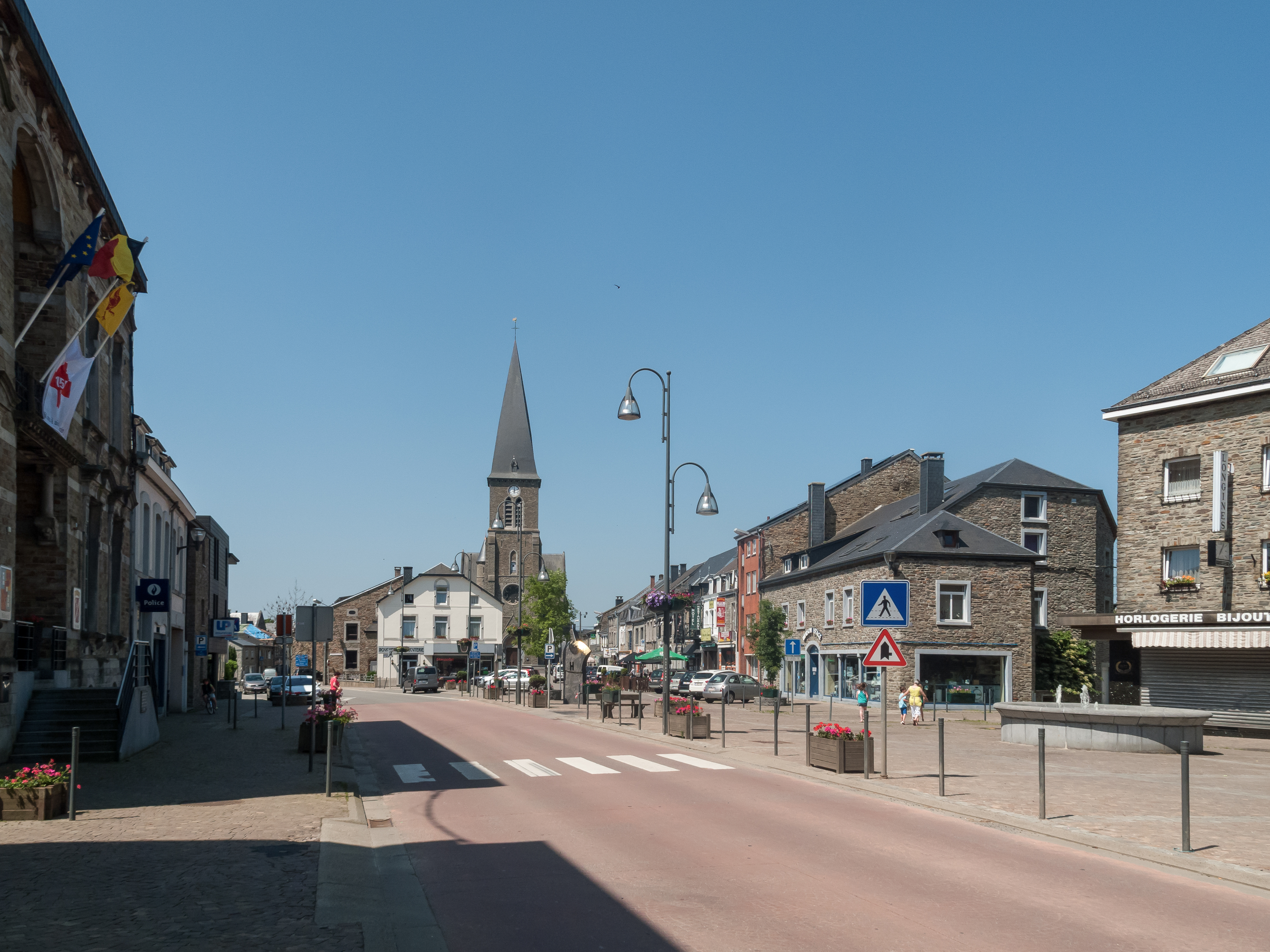
Paliseul, Rue de Maissin
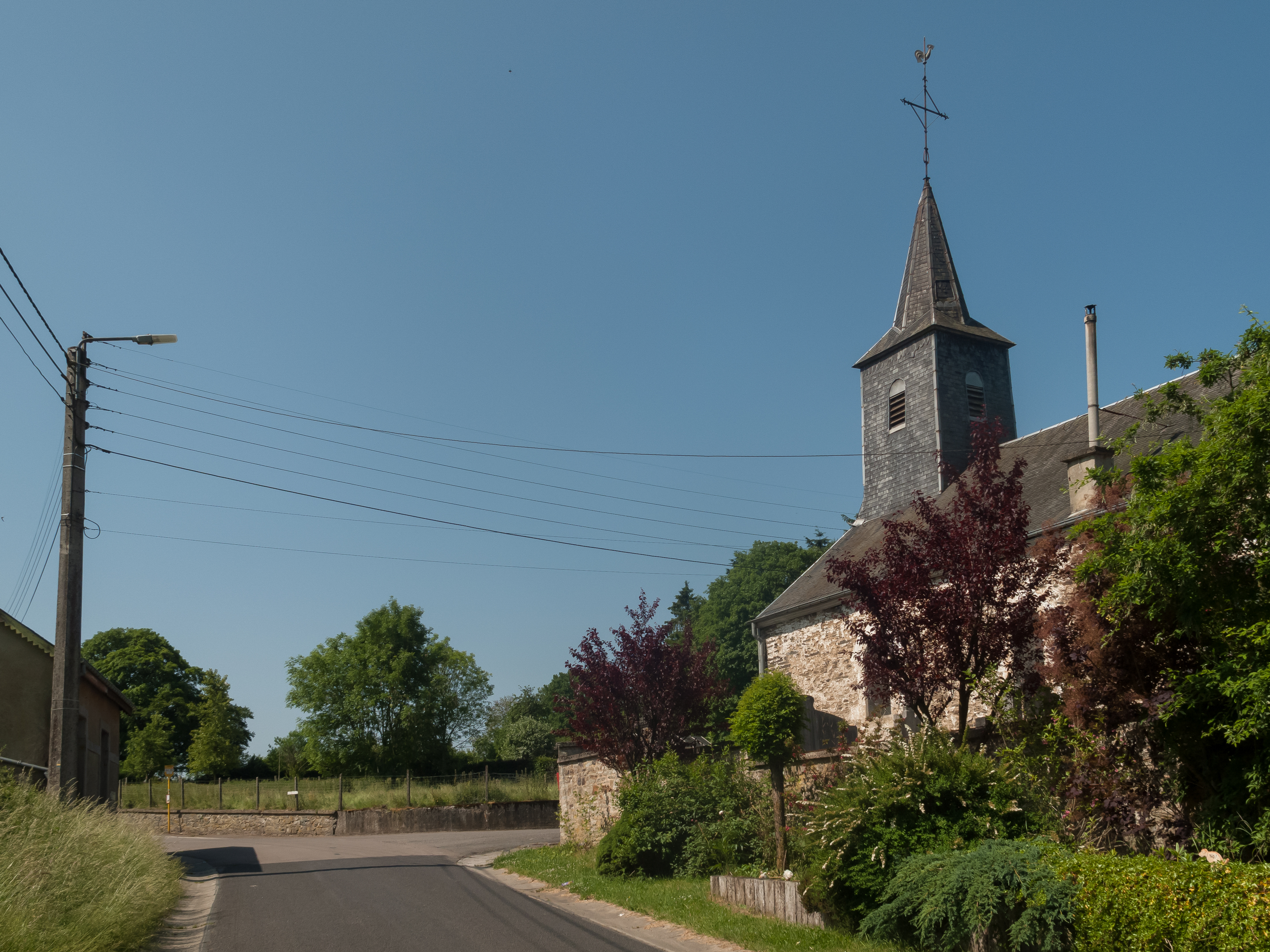
Plainevaux, Kirche (l’église Saint Barbe)
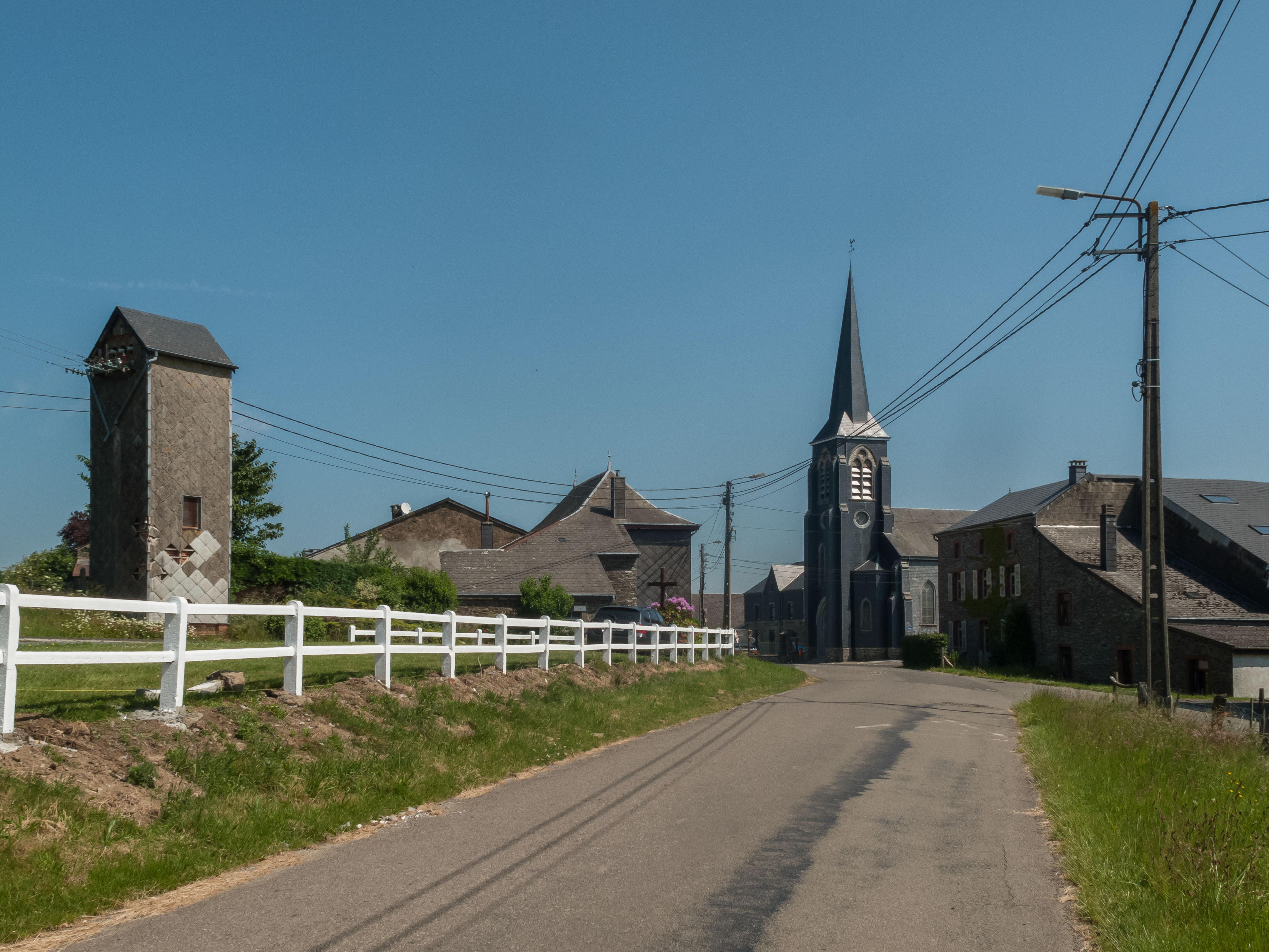
Nollevaux, Kirche (l’église Saint-Urbain)

## Geschichte
Paliseul soll schon 770 im Besitz des Klosters Stablo/Stavelot gewesen sein. 817 gehörte „Palatiolum“ zu den Besitzungen, die der Bischof von Lüttich/Liège dem Kloster St. Hubert bestätigte (Wampach, UQB I., Nr. 58). Im Jahre 888 bestätigte König Arnulf von Kärnten dem Marienstift zu Aachen dessen Besitz in „Palisiola“ (MGH DArn Nr. 031). 897 erschien der Ort in einer Urkunde König Zwentibolds für den Bischof von Trier (Regesta Imperii I., Nr. 1968) und 1065 wieder in einer Urkunde König Heinrichs IV. für das Kloster Stablo/Stavelot, womit sich der Besitzerkreis schließt (Reg. Imp. III, Nr. 398).

## Verkehr
- Athus-Meuse-Linie nach Bertrix und Dinant